# St. Johann (Sigmaringen)

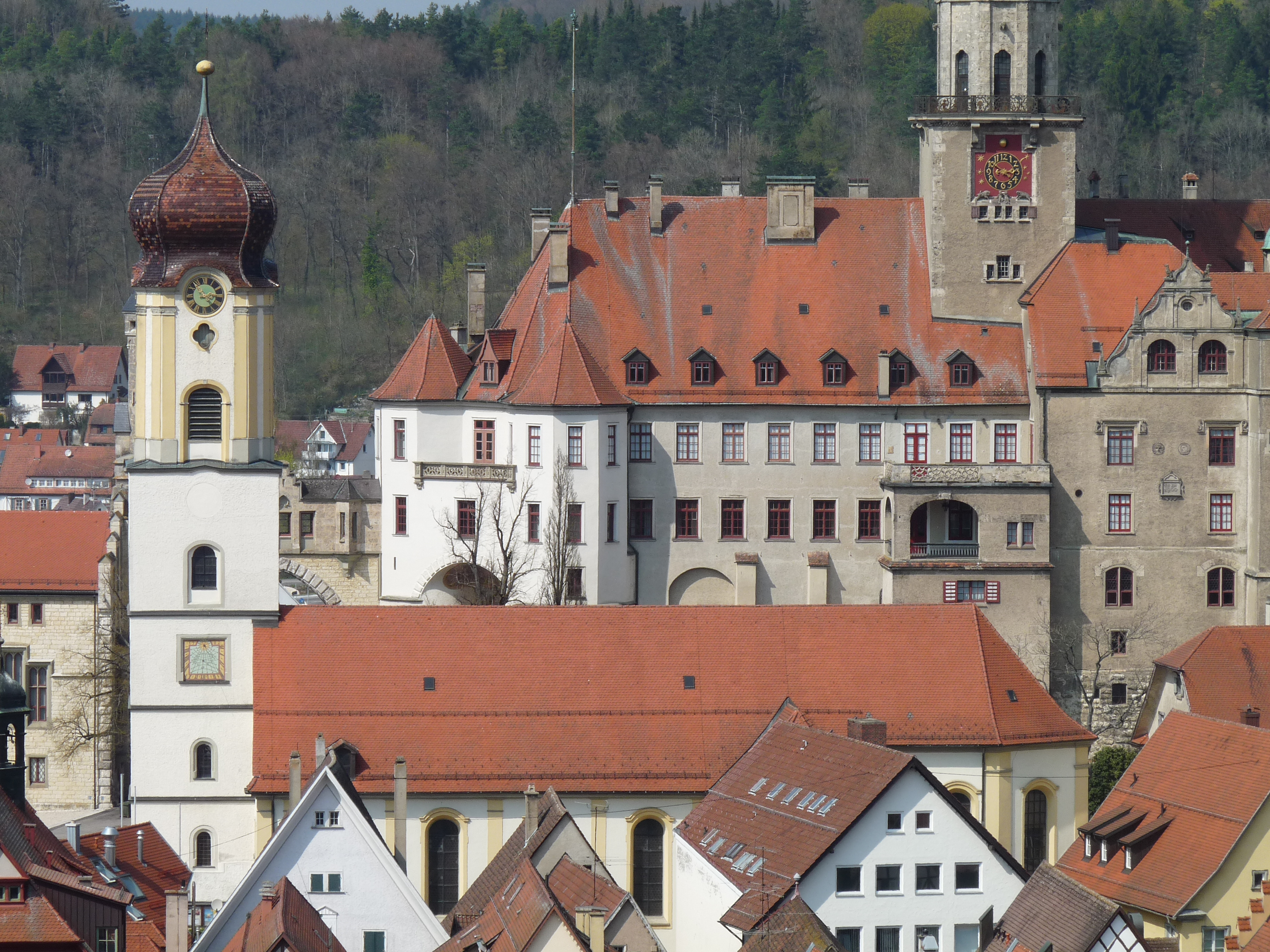
St. Johannes Evangelist beim Schloss Sigmaringen

Die römisch-katholische Pfarrkirche St. Johann (auch St. Johannes Evangelist) ist eine barocke Saalkirche in Sigmaringen im gleichnamigen Landkreis in Baden-Württemberg. Sie gehört zur Kirchengemeinde St. Johann Sigmaringen im Dekanat Sigmaringen-Meßkirch des Erzbistums Freiburg.

## Geschichte und Architektur

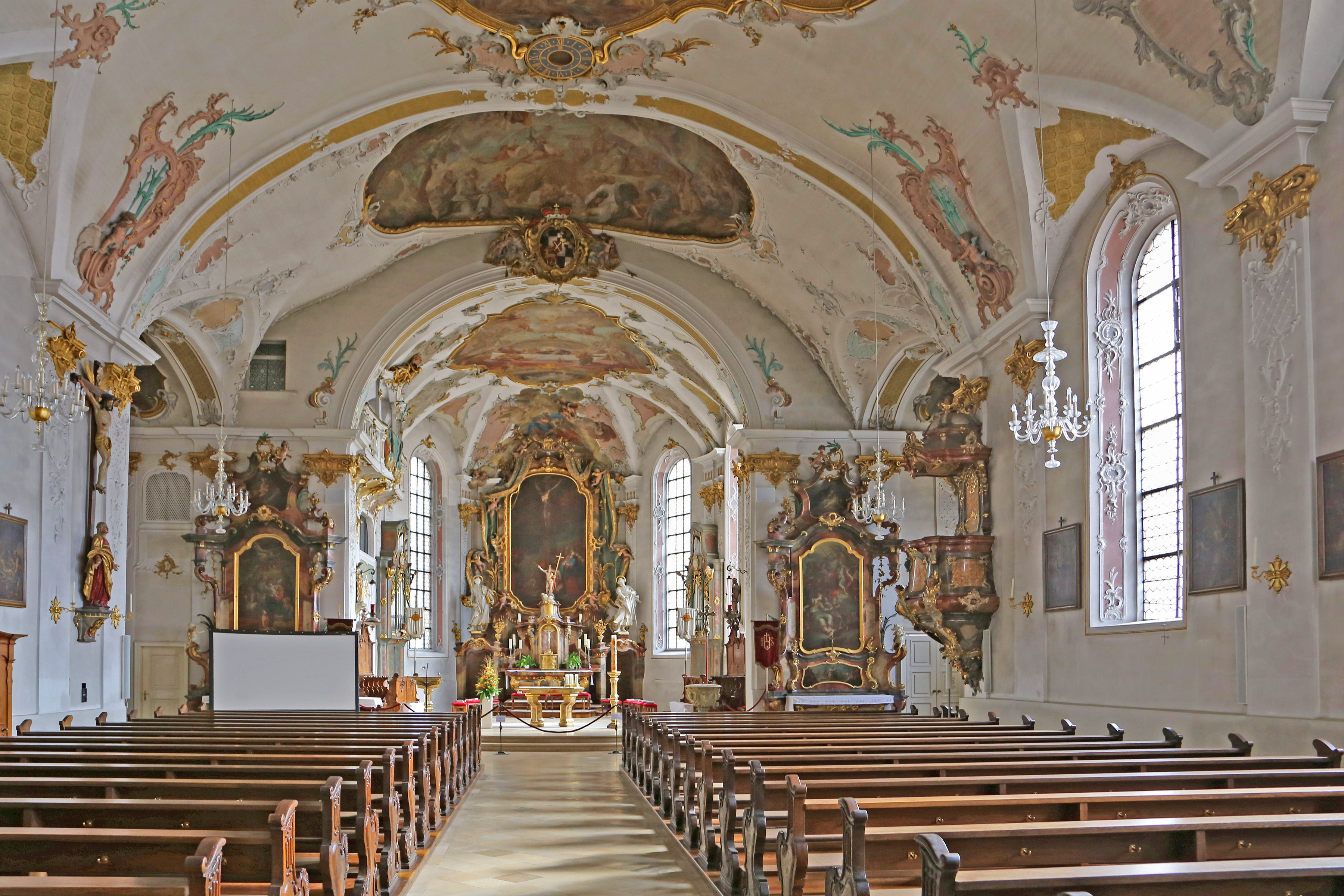
Innenansicht

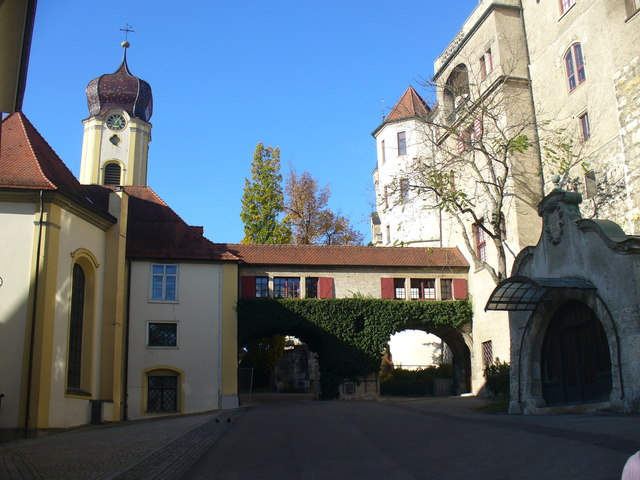
Gang zwischen Schloss und Kirche

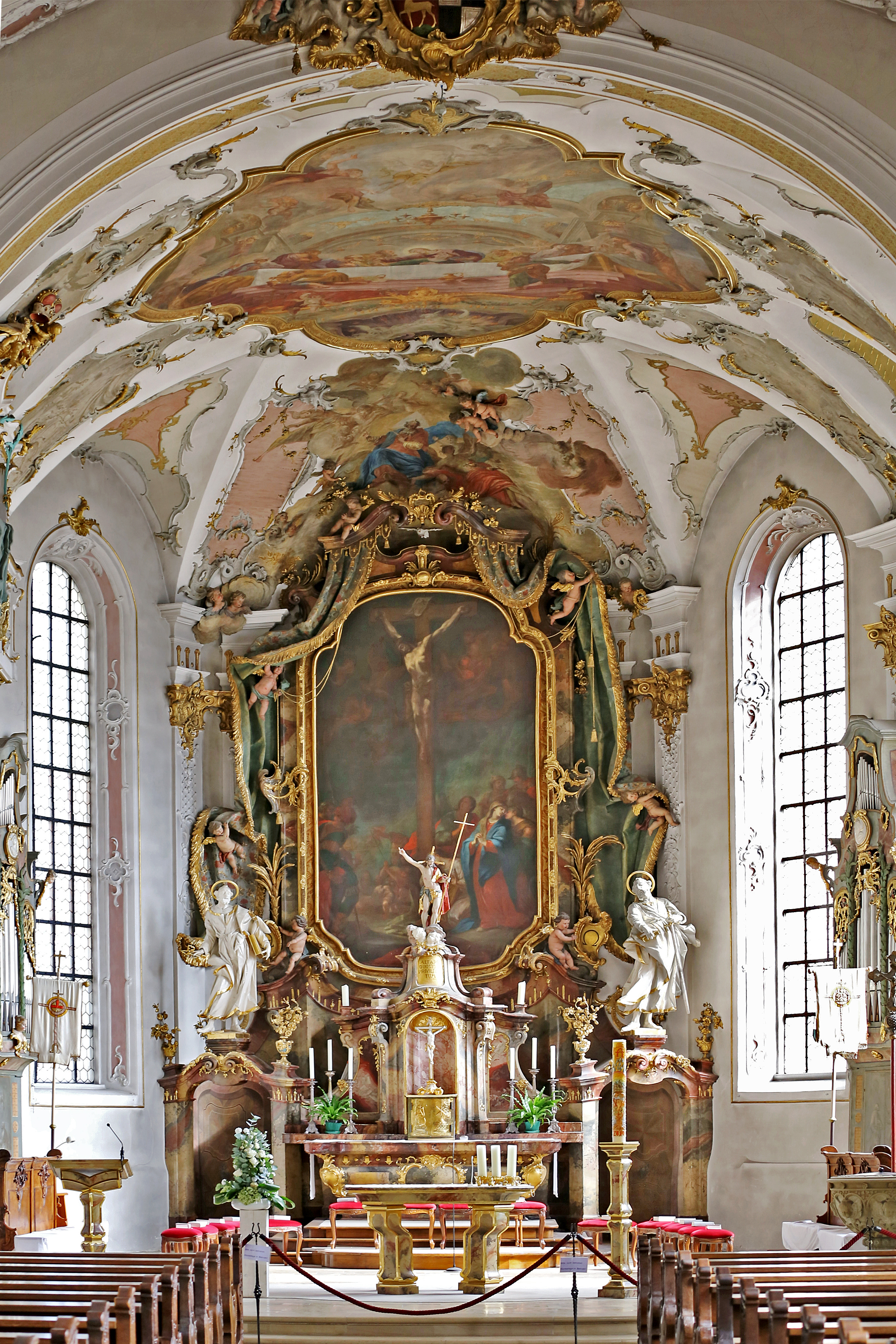
Altarraum

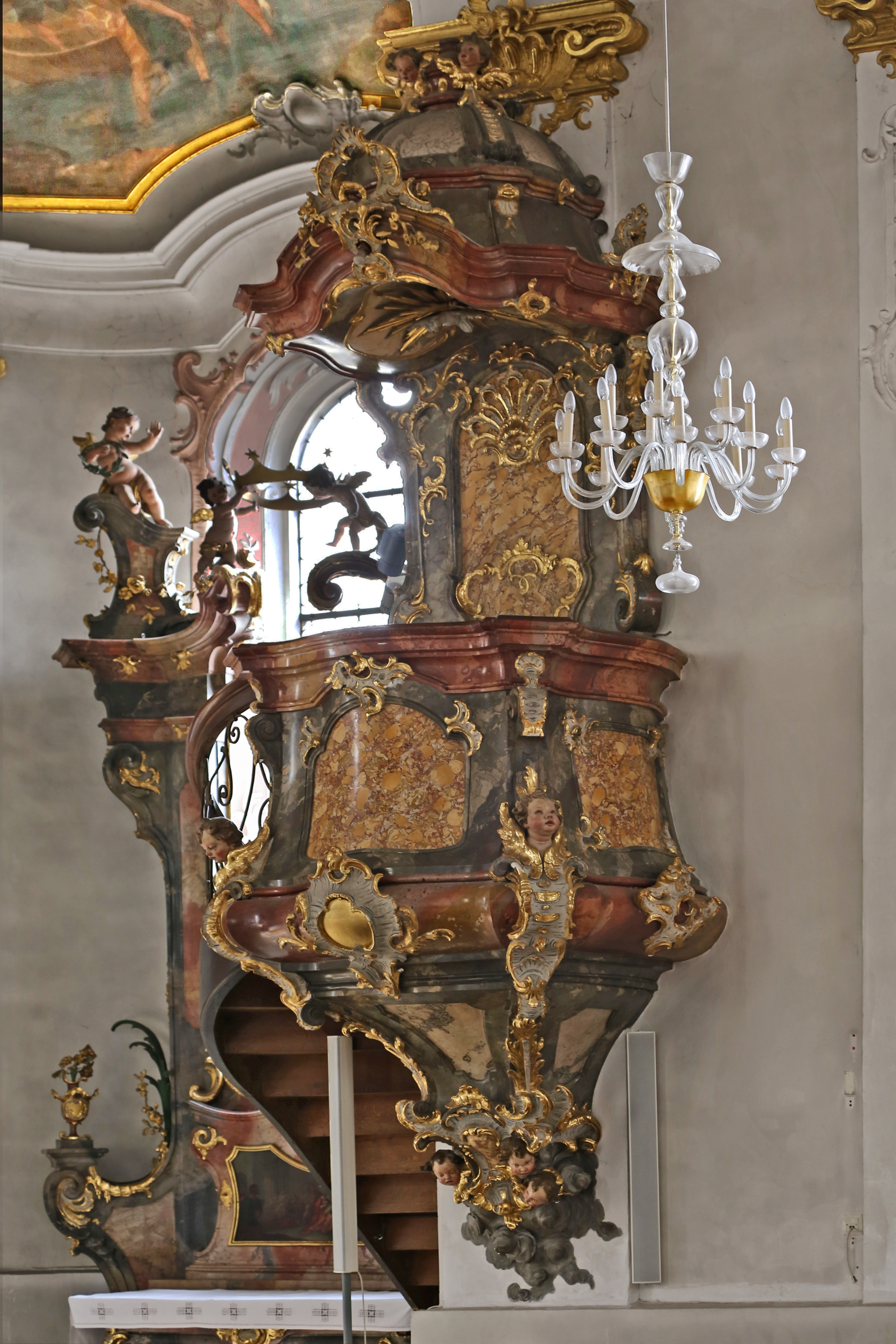
Kanzel

Die Kirche liegt am Nordrand der Altstadt zu Füßen des Schlosses, mit dem sie durch einen gedeckten Gang verbunden ist. Sie steht am Ort der 1359 erstmals unterhalb der Burg erwähnten romanischen Johanneskapelle. Der spätgotische, in den Jahren 1440–1444 erbaute Nachfolgebau erhielt 1464 die bis dahin zu Laiz gehörigen Pfarrrechte. Von dem Umbau unter Graf Karl II. von Hohenzollern-Sigmaringen (1580–1605) ist der 1583 vollendete Kirchturm erhalten. Eine Inschrift an der Nordseite von Hans Schaller mit dem Allianzwappen Hohenzollern/Oettingen trägt den Wortlaut: „Anno 1580 haben der Wo(h)lgebor(e)ne Herr, Herr charl Graff zu Hohenzollern / Sigmaringen unnd Vöhringen (= Veringen) Herr zu Haygerloch unnd Wehrstein / Dess hail(igen) Röm(ischen) Reichs Erbkäm(m)erer Ihrer Kais(erlichen) Mayestet Rath Des Erz-/herzogs Ferdinanden zu Öst(er)reich unnd Landes-Hauptman(n) der Graf-/schaft Hohenberg und die Hoch-Wo(h)lgebor(e)ne Frau Maria Euph(rosyne) Gräfinn / zu Hohenzollern gebor(e)ne Gräfinn von Öttingen haben diesen Thurm zu bauen angefang(en)“. Die heute erhaltene Kirche wurde in den Jahren 1757–1760 durch Johann Martin Ilg und Hans Jakob Stoffler erbaut. Im Jahr 1768 wurde das Glockengeschoss erneuert, erhöht und mit einer Zwiebelhaube bekrönt. In den Jahren 1892/1908, 1936 und 1959 erfolgten Restaurierungen und eine neubarocke Ergänzung der Ausstattung sowie eine Vergrößerung der Orgelempore, die 1908 durch den Tiroler Stuckateur Corra mit Bandelwerkornamentik versehen wurde.
Das Innere ist in ein breit gelagertes rechteckiges Langhaus, ein schmales Querschiff und einen eingezogenen Polygonalchor gegliedert. Im Langhaus und im Chor ist über den gliedernden Wandpilastern ein flaches Tonnengewölbe mit Stichkappen eingezogen, über der Vierung ist ein in den Dachstuhl hineinragendes vierpassfömiges Kuppelgewölbe eingebaut.
Das Bauwerk ist mit zarten Rocaillestuckaturen von Johann Jakob Schwarzmann im Chor und am Querhausgewölbe verziert, während diejenigen am Chorbogen und im Langhaus teilweise in der zweiten Hälfte des 19. Jahrhunderts abgeschlagen wurden. Der Schmuck in den Fensterlaibungen wurde 1892 durch Biehl ergänzt, die sechs Stuckschilde über den Pilastern des Langhauses wurden 1959 nach Entwürfen Schwarzmanns durch J. Schnitzer nachgebildet. Die Deckengemälde und Altarbilder wurden um 1760 von Meinrad von Au gemalt. Je ein fürstlich-hohenzollernsches Wappen für den Bauherrn, Joseph Friedrich Ernst von Hohenzollern-Sigmaringen (1702–1769), befindet sich am Chorscheitelbogen und über der Fürstenloge. Im Chor ist eine Abendmahlsszene dargestellt, die Zwickelbilder zeigen die Auferweckung der Tochter des Jairus, die Verklärung Christi und Christus am Ölberg. In der Querhauskuppel ist die Vision des Johannes auf Patmos dargestellt; die Gemälde der Querschiffkapellen sind auf die Heiligen der Altäre bezogen. Links ist das Martyrium des Heiligen Fidelis, rechts dasjenige des Heiligen Johannes Nepomuk dargestellt, im Langhausfresko die triumphierende Kirche.

## Ausstattung
Fünf Stuckmarmoraltäre von Johann Michael Feichtmayr sind mit raumgreifender Rocaille und phantasievollen Pflanzenformen versehen, welche die Gemälde des Meinrad von Au rahmen. Das Hochaltarblatt aus dem Jahr 1767 zeigt die Kreuzigung. Über den seitlichen Portalbögen sind die Apostelfürsten als weiß gefasste Figuren von Johann Georg Weckenmann aus der Zeit um 1760 dargestellt. Der Bildhauer aus Haigerloch fertigte ebenfalls die Putti der im Aufbau sehr ähnlichen Chorbogenaltäre, im Gemälde des südlichen Altars sind die Vierzehn Nothelfer, im Gemälde des nördlichen die Heilige Sippe, komponiert um das Kinderbildnis Johannes des Täufers, dargestellt. Besonders eindrucksvoll sind die Altäre der Querarme, die aus einem Aufbau aus Voluten mit pilasterähnlichen Seitenteilen und lambrequinverziertem Gebälk, welches jeweils ein Fenster einfasst, gebildet sind; dieses bildet den Hintergrund für die beiden heiligen Märtyrer Fidelis und Johannes Nepomuk. Die ausdrucksvollen Figuren mit scharfgratigen Gewändern stehen erkennbar unter dem Einfluss Ignaz Günthers.
Neben dem Fidelisaltar befindet sich die zweiflügelige, in Messing gegossene Tür des Fidelisschreins mit Heiligenfiguren in Flachrelief auf geätztem Hintergrund mit Granatapfelmuster, welche Hermann Vischer oder Peter Vischer dem Älteren in den Jahren 1460/1480 zugeschrieben wurde; im Schrein befindet sich die Büste des Heiligen, die 1764 von Johann Baptist Hops geschaffen wurde.
Ein Kruzifix mit klagender Maria stammt aus den Jahren um 1630/1640 vermutlich von Zacharias Binder. Die Prospekte der Chororgeln mit Grisaillemalerei von Au wurden 1773 von Hops geschaffen. Die Westorgel ist ein Werk von Yves Koenig aus dem Jahr 1995 mit 41 Registern auf drei Manualen und Pedal in einem neobarocken Gehäuse von 1908.
Die Glasfenster enthalten mehrere Ehewappen für:
- Friedrich Viktor Pius Alexander Leopold Karl Theodor Ferdinand Fürst von Hohenzollern (1891–1965) und Margarete Carola Wilhelmine von Sachsen (1900–1962)
- Wilhelm Fürst von Hohenzollern (1864–1927), Maria Theresia von Bourbon-Sizilien (1867–1909) und Adelgunde von Bayern (1870–1958)
- Leopold Fürst von Hohenzollern (1835–1905) und Antonia Maria von Portugal (1845–1913)
- Karl Anton Fürst von Hohenzollern (1811–1885) und Josephine von Baden (1813–1900)

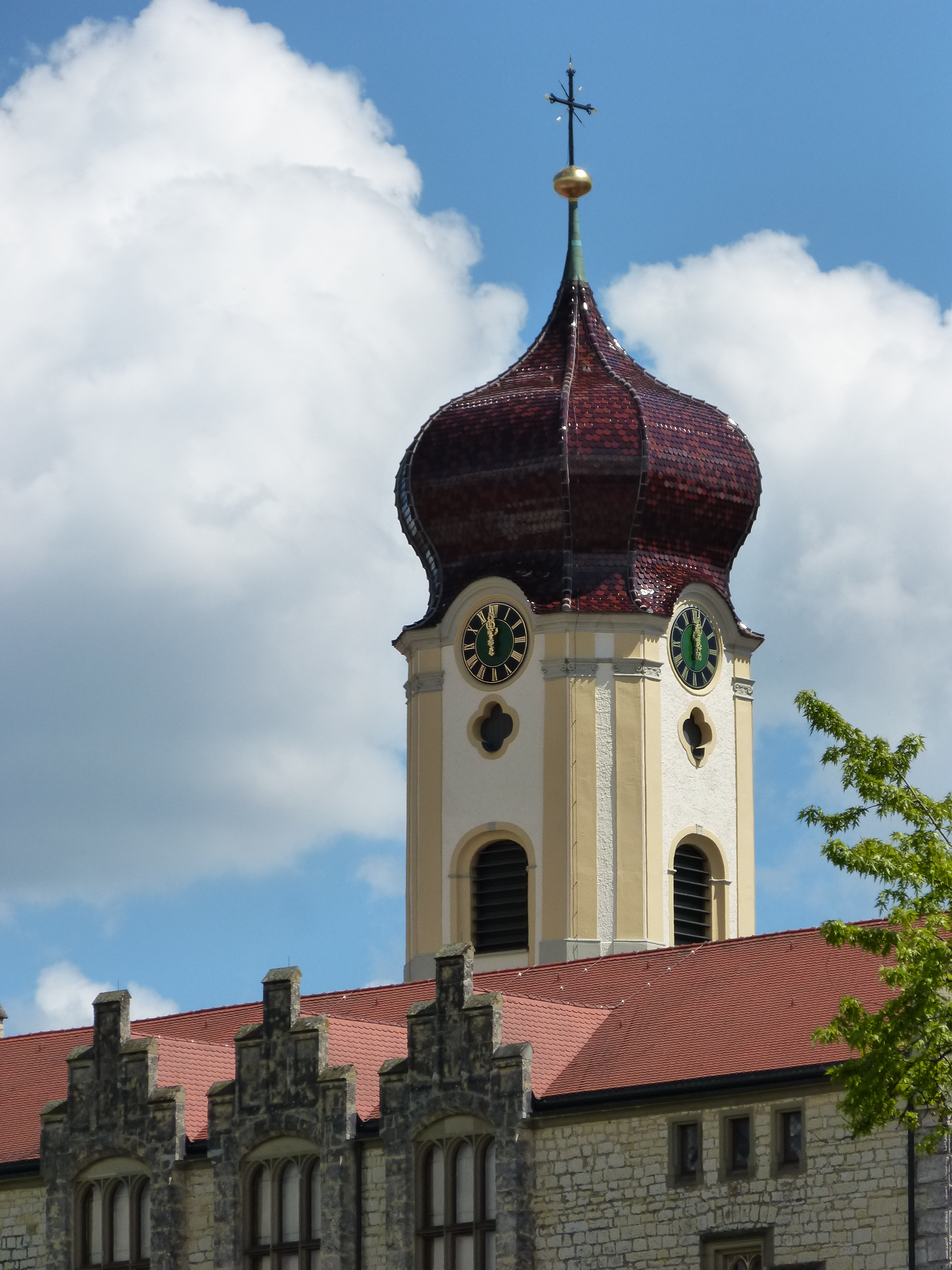
Der Kirchturm von St. Johann über den Mauern des Schlosses

### Glocken
|   | Glocke             | Name             | Gießer  | Gussjahr | Masse | Schlagton |
| 1 | Meinrad            | Grüninger        | 1950    | 2500 kg  | b0    |           |
| 2 | Fidelis            | Grüninger        | 1950    | 1600 kg  | des1  |           |
| 3 | Maria              | Grüninger        | 1950    | 1100 kg  | es1   |           |
| 4 | Hl. Geist          | Grüninger        | 1950    | 0600 kg  | ges1  |           |
| 5 | Maria und Johannes | Volmer, Biberach | 1621    | 0520 kg  | as1   |           |
| 6 | Josef              | Grüninger        | 1950    | 0400 kg  | b1    |           |
| 7 | Fidelisglöcklein   | unbezeichnet     | 13. Jh. | 0220 kg  | as2   |           |